# Paolaberg
De Paolaberg is een helling in de Belgische provincie Vlaams-Brabant die is opgenomen in de Cotacol Encyclopedie met de 1.000 zwaarste beklimmingen van België. De voet bevindt zich nagenoeg onder het viaduct van Vilvoorde (Brusselse ring) en doorkruist het domein Drie Fonteinen.